# Raven (Gostivar)
Raven (makedonsky: Равен, albánsky: Raven) je vesnice v Severní Makedonii. Nachází se v opštině Gostivar v Položském regionu. 

## Geografie
Podle sčítání lidu z roku 2021 žije ve vesnici 1 116 obyvatel. Etnické skupiny jsou: 
- Albánci – 1 077
- Makedonci – 2
- Turci – 1
- ostatní –  1